# Коукал ефіопський
Коука́л ефіопський (Centropus monachus) — вид зозулеподібних птахів родини зозулевих (Cuculidae). Мешкає в Африці на південь від Сахари.

## Опис
Довжина птаха становить 45-52 см, враховуючи довгий хвіст, самці важать 171 г, самиці 237 г. Голова, шия з боків і спина синювато-чорні, нижня частина спини й надхвістя чорні, крила темно-каштанові, хвіст чорний з зеленим або бронзовим відблиском. Нижня частина тіла біла або блідо-охриста. Очі темно-червоні, дзьоб чорний, лапи сірувато-чорні. Молоді птахи мають тьмяніше забарвлення, відблиск в оперенні відсутній, голова поцяткована рудувато-охристими смужками, крила темно-каштанові, сильно поцятковані бурими смугами, спина і хвіст поцятковані охристими смугами, горло і груди чорні.

## Підвиди
Виділяють три підвиди:

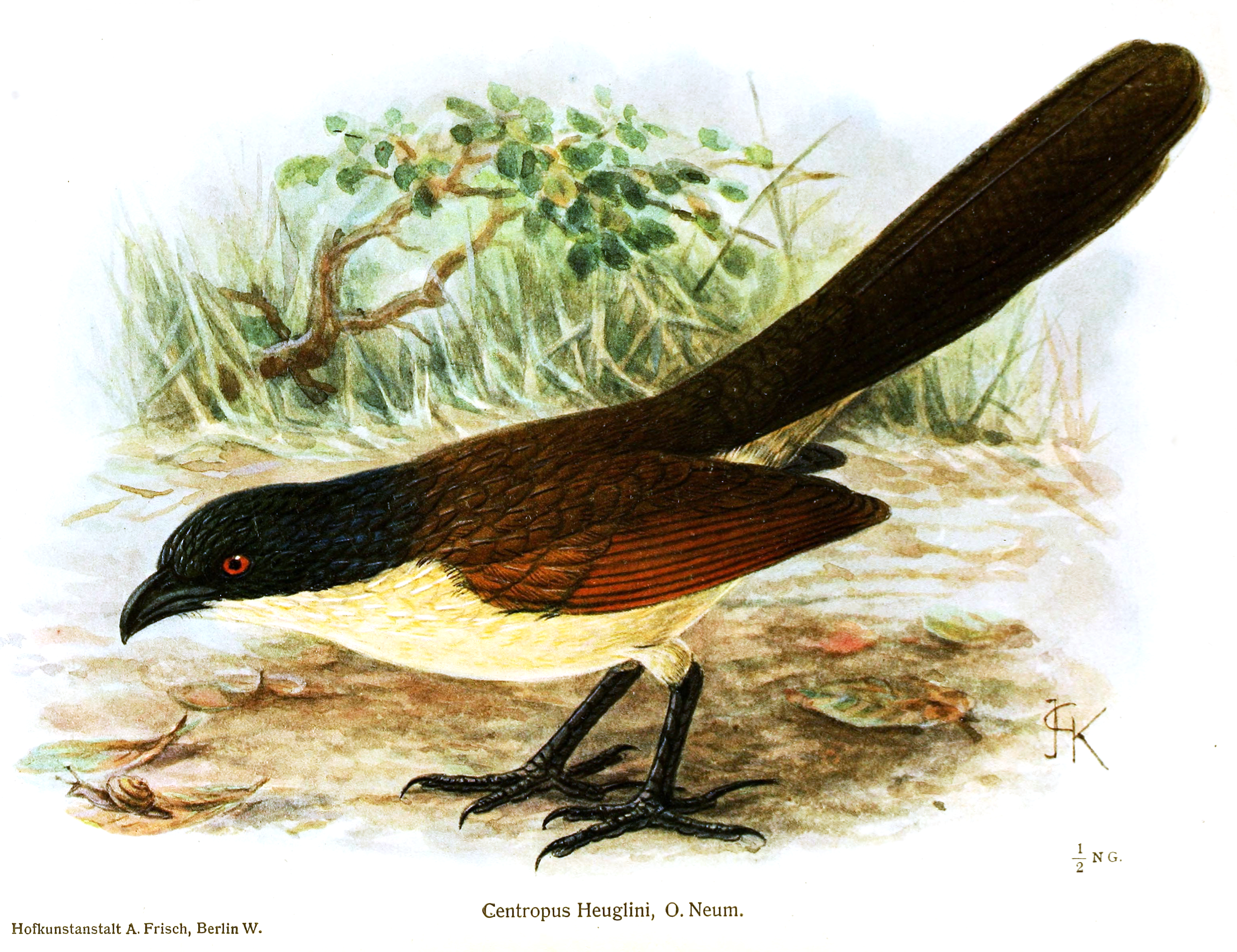
Ефіопський коукал

- C. m. occidentalis Neumann, 1908 — від Гвінеї на схід до ЦАР і на південь до Габону і північної Анголи, локально в районі озера Чад;
- C. m. fischeri Reichenow, 1887 — від південного Судану до сходу ДР Конго, Уганди, західної Кенії й північно-західної Танзанії;
- C. m. monachus Rüppell, 1837 — від Еритреї й Ефіопії до північної Кенії.

## Поширення й екологія
Ефіопські коукали мешкають в Гвінеї, Ліберії, Кот-д'Івуарі, Гані, Того, Беніні, Нігерії, Камеруні, Чаді, Центральноафриканській Республіці, Судані, Південному Судані, Ефіопії, Еритреї, Кенії, Танзанії, Уганді, Руанді, Бурунді, Екваторіальній Гвінеї, Габоні, Республіці Конго, Демократичної Республіки Конго і Анголі. Вони живуть на узліссях вологих тропічних лісів, у вологих саванах, на вологих луках, зокрема на заплавних, на болотах, в очеретяних і папірусових заростях на берегах річок і озер. Зустрічаються на висоті до 2500 м над рівнем моря. Ведуть переважно наземний спосіб життя, живляться комахами, іншими безхребетними й дрібними хребетними, яких вбивають ударом міцного дзьоба, розорюють гнізда дрібних пташок. Гніздо відносно велике, кулеподібне з бічним входом, робиться з сухої трави, розміщується в чагарниках або високій траві, на висоті від 0,3 до 3 м над землею. В кладці від 3 білих, злегка блискучих яйця.